# Haliclona surrufa
Haliclona surrufa är en svampdjursart som beskrevs av Kazuo Hoshino 1981. Haliclona surrufa ingår i släktet Haliclona och familjen Chalinidae. Inga underarter finns listade i Catalogue of Life.